# Llista de nombres en diversos idiomes
Llista de nombres fins al 10 en diversos idiomes:
| CATALÀ      | CASTELLÀ  | BASC      | GALLEC      | ANGLÈS | ALEMANY | ITALIÀ  | NEERLANDÈS | FRANCÈS |
| ----------- | --------- | --------- | ----------- | ------ | ------- | ------- | ---------- | ------- |
| u (un) /una | uno / una | bat       | un / unha   | one    | eins    | uno     | een        | un      |
| dos / dues  | dos       | bi        | dous / duas | two    | zwei    | due     | twee       | deux    |
| tres        | tres      | hiru      | tres        | three  | drei    | tre     | drie       | trois   |
| quatre      | cuatro    | lau       | catro       | four   | vier    | quattro | vier       | quatre  |
| cinc        | cinco     | bost      | cinco       | five   | fünf    | cinque  | vijf       | cinq    |
| sis         | seis      | sei       | seis        | six    | sechs   | sei     | zes        | six     |
| set         | siete     | zazpi     | sete        | seven  | sieben  | sette   | zeven      | sept    |
| vuit        | ocho      | zortzi    | oito        | eight  | acht    | otto    | acht       | huit    |
| nou         | nueve     | bederatzi | nove        | nine   | neun    | nove    | negen      | neuf    |
| deu         | diez      | hamar     | dez         | ten    | zehn    | dieci   | tien       | dix     |